# Большое Тишово
Большое Тишово   — деревня  в  Смоленской области России,  в Глинковском районе. Население – 9 жителей (2007 год)  .  Расположена в центральной части области  в 8 км к юго-востоку от села Глинка,  в 4 км севернее  автодороги Р96 Новоалександровский(А101)- Спас-Деменск — Ельня — Починок, на берегах реки Устром.   В 3 км севернее деревни железнодорожная станция 524-й км на линии Смоленск  - Сухиничи. Входит в состав Бердниковского сельского поселения.   

## История
В годы Великой Отечественной войны деревня была оккупирована гитлеровскими войсками в июле 1941 года, освобождена в ходе Ельнинско-Дорогобужской операции в 1943 году.